# Conte di Burlington

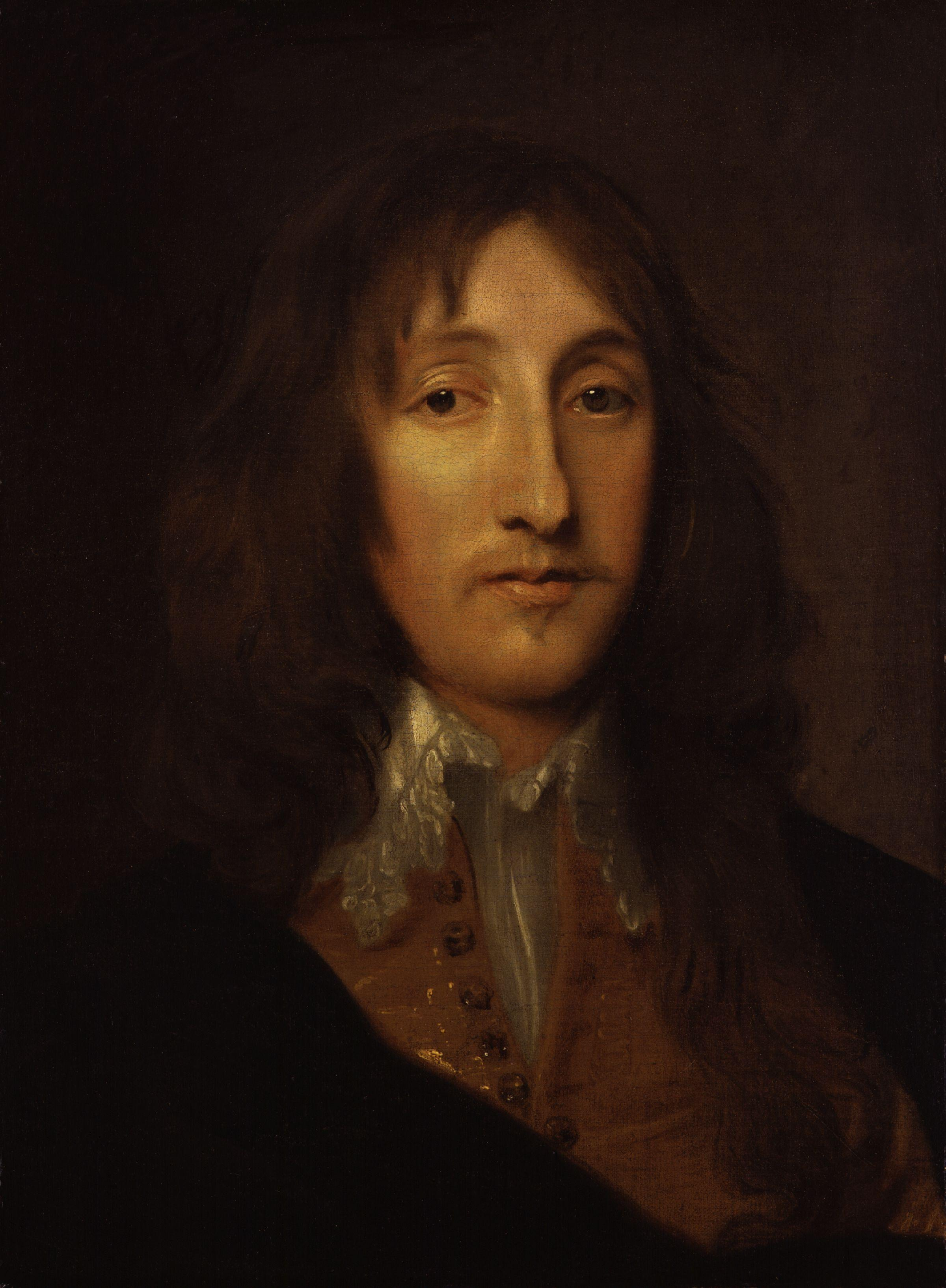
Ritratto di Richard Boyle, primo conte di Burlington

Conte (o duca) di Bridgewater fu un titolo nobiliare creato due volte: la prima volta durante il Regno d'Inghilterra e la seconda volta nel Regno Unito.
La prima creazione avvenne a favore di Richard Boyle, II conte di Cork e marito della baronessa Elizabeth Clifford, il 20 marzo 1664 (vedere il conte di Cork per la precedente storia della famiglia). Loro figlio Charles Boyle, visconte di Dungarvan, successe a sua madre come terzo barone Clifford nel 1691 ma premorì al padre. A succedere a Richard fu suo nipote Charles, figlio del visconte Dungarvan, che divenne il terzo conte di Cork e il secondo Conte di Burlington. L'unico figlio di Charles fu Richard, famoso architetto e mecenate, la cui morte senza figli maschi nel 1753 fece estinguere la baronia di Clifford e la contea di Burlington. Sua figlia Charlotte sposò William Cavendish, IV duca di Devonshire dalla cui unione nacque George Cavendish, nominato il 10 settembre 1831 primo conte di Burlington.

## Elenco dei Conti di Burlington della prima creazione (1664)
- Richard Boyle, I conte di Burlington, II conte di Cork (1612-1698)
- Charles Boyle, II conte di Burlington, III di Cork (1660-1704)
- Richard Boyle, III conte di Burlington, IV conte di Cork (1694-1753)

## Elenco dei Conti di Bridgewater della seconda creazione (1831)
- George Cavendish, I conte di Burlington (1754-1834)
- William Cavendish, II conte di Burlington, duca di Devonshire (1808-1891)